# Ulica Łochowska w Warszawie
Ulica Łochowska – jedna z ulic osiedla Szmulowizna w dzielnicy Praga-Północ w Warszawie, biegnąca od ul. Kawęczyńskiej do ul. Grajewskiej.

## Historia
Ulica Łochowska znajduje się na terenach dawnego folwarku i osady Szmulowizna, należącego w końcu XVIII wieku do Szmula Jakubowicza Zbytkowera, żydowskiego kupca i posiadacza licznych dóbr. Od roku 1834 tereny te były własnością rodziny von Brühl, którzy począwszy od roku 1867 parcelowali je, tworząc sieć ulic.
Cała okolica została przyłączona do Warszawy w roku 1891, jednak rozwijała się wolniej, niż na przykład sąsiednia Konopacczyzna. W ciągu pierwszych 10 lat od chwili przyłączenia do Warszawy, w okolicy powstało jedynie sto wyłącznie drewnianych domów. Cały ruch budowlany koncentrował się przy głównej ulicy osiedla – Radzymińskiej. Rejony te nie cieszyły się ówcześnie dobrą sławą: odnotowywano liczne rozboje oraz wysoki poziom przestępczości, zaś zabudowa i czystość okolicy pozostawiały wiele do życzenia.
Ulica Łochowska powstała jako jedna z ostatnich na Szmulowiźnie; w rejonie ul. Otwockiej przeprowadzono ją dopiero około 1890 roku. Wcześniej istniał jedynie odcinek w okolicy ulic Kawęczyńskiej i Siedleckiej. W latach 1911–14 Łochowską wydłużono do okolic dzisiejszej ul. Grajewskiej, zaś po jej wytyczeniu, dopiero około roku 1929 powstał ostatni odcinek, do torów kolejowych. Do początku XX stulecia cała zabudowa była wyłącznie drewniana, i koncentrowała się przy początkowym odcinku ulicy. Składały się na nią jedno i dwukondygnacyjne domy frontowe; pierwsze kamieniczki powstały tu dopiero krótko po roku 1900.
W roku 1909 u zbiegu z ul. Siedlecką powstała kamienica Jana Klatczyńskiego; na jej fasadzie umieszczono zegar oraz - nad oknami drugiej kondygnacji - niszę z popiersiem Adama Mickiewicza. Z racji ozdobności budynku i skojarzeń z wielkomiejskim gmachem wytwornego hotelu, okoliczna ludność nazywała kamienicę Bristolem. W tym okresie powstała także kamienica rodziny Karwowskich pod nr. 31: Franciszek Karwowski, znany przedsiębiorca budowlany z ul. Tarchomińskiej w początkach stulecia nabył i zabudował wiele parcel w okolicy, celem ich rychłej sprzedaży.
Kolejne kamienice przy Łochowskiej budowano aż do lat dwudziestych, które przyniosły realizację dwóch ważnych dla okolicy inwestycji: na ulicy Otwockiej powstał gmach szkoły oraz zabudowania fabryki Polskiego Przemysłu Gumowego; od obiegowej nazwy "PepPeGe" pochodzi słowo "pepegi", czyli lekkie letnie buty tenisówki na gumowej zelówce.
Zmiana ta spowodowała napływ inwestycji: do roku 1934 przy Łochowskiej wybudowano kilkanaście domów, niezwykle utylitarnych i pozbawionych wystroju. Rodzina Karwowskich wzniosła wtedy aż cztery identyczne kamienice (nr. 36, 38, 38A, 38B), które wyglądały bardzo spójnie, mieściły jednak małe mieszkania. Budowę kolejnych kamienic przyniosło ożywienie budowlane 1935-39; Łochowska była wtedy brukowaną polnym kamieniem uliczką, oświetloną latarniami gazowymi. W przyziemiach kamienic działały niewielkie sklepiki i mydlarnie, a także kilka składów opałowych.
Rok 1939 przyniósł zniszczenie zabudowań pomiędzy ulicami Kawęczyńską i Folwarczną; dużo gorsze były dla Łochowskiej lata siedemdziesiąte XX wieku, kiedy to przerwano jej bieg zabudowując ją grupą mieszkalnych bloków z wielkiej płyty. Równocześnie wyburzono kilka kamienic, usunięto gazowe latarnie oraz bruk; spośród szeregu zachowanych obiektów należy wymienić budynek mieszkalny powiązany ze szkołą przy ul. Otwockiej, projektu Konstantego Sylwina Jakimowicza pod nr. 40, wraz z którym wybudowano bliźniaczy, symetrycznie posadowiony obiekt przy ul. Siedleckiej.